# 唐慎微

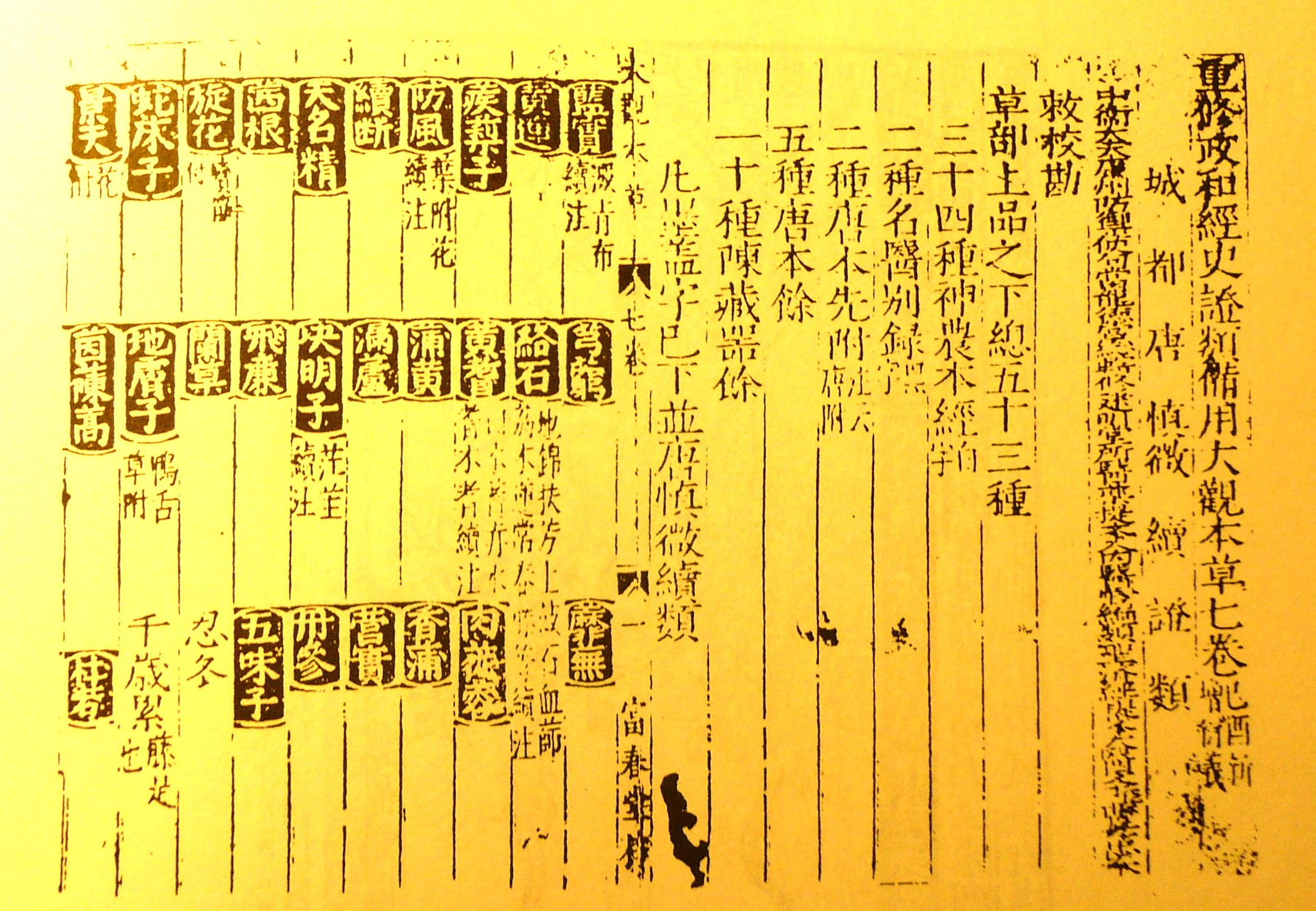
大观本草

唐慎微（11世紀—？），字審元，蜀州晉原（今四川崇慶）人。宋朝醫药學家。
唐慎微，舉措語言樸訥。其家世代行醫，自小耳濡目染，造詣頗深。元祐年間應李端伯之邀，至成都行醫，定居華陽。他替士子診病，“不取一錢”，治病百不失一。
他曾将宋初《補注神農本草》、《圖經本草》两书合并，廣收辑经史百家文献所载方药和民间医药经验，北宋朝元豐五年（公元1082年）編成《經史證類備急本草》三十二卷，总结了宋代以前药物学的成就。其书在明代以前流传较广，促进了中药学的发展。

## 相關影視作品
- 2014年CCTV-6出品的數字電影《怪醫唐慎微》（The Strange Doctor Tang Shenwei）：方軍亮導演，海洋飾演唐慎微一角。